# حاجي أباد (بوشكان)
حاجي أباد (بالفارسية: حاجی‌آباد) هي قرية تقع في إيران في قسم بوشكان الريفي. يقدر عدد سكانها بـ 135 نسمة .